# 황종택
황종택(黃鍾澤, 1956년 6월 23일 ~ )은 대한민국의 언론인이다. 세계일보 논설주간이다. 본관은 우주이며, 전라북도 임실군 출신이다.

## 학력
- ~ 1975년 전라고등학교
- ~ 1979년 전북대학교 학사
- ~ 2003년 고려대학교 언론대학원 석사

## 경력
- 2011년 세계일보 논설위원실 논설주간
- 2012년 아시아일보 편집국장
- 2014년 한국신문윤리위원회 전문위원
- 2015년 일간투데이 주필
- 2019년 일간투데이 부사장
- 2021년 스카이데일리 주필 겸 부사장(발행인겸 편집인)